# Агу (река)
Агу́ (фр. Agout, окс. Agot) — река на юге Франции, в регионе Окситания. Длина — 194,39 км. Приток Тарна.
Истоки реки находятся на юге Центрального массива на территории природного национального парка Верхний Лангедок, далее река протекает по территории департаментов Эро и Тарн, после чего впадает слева в реку Тарн.

## Галерея

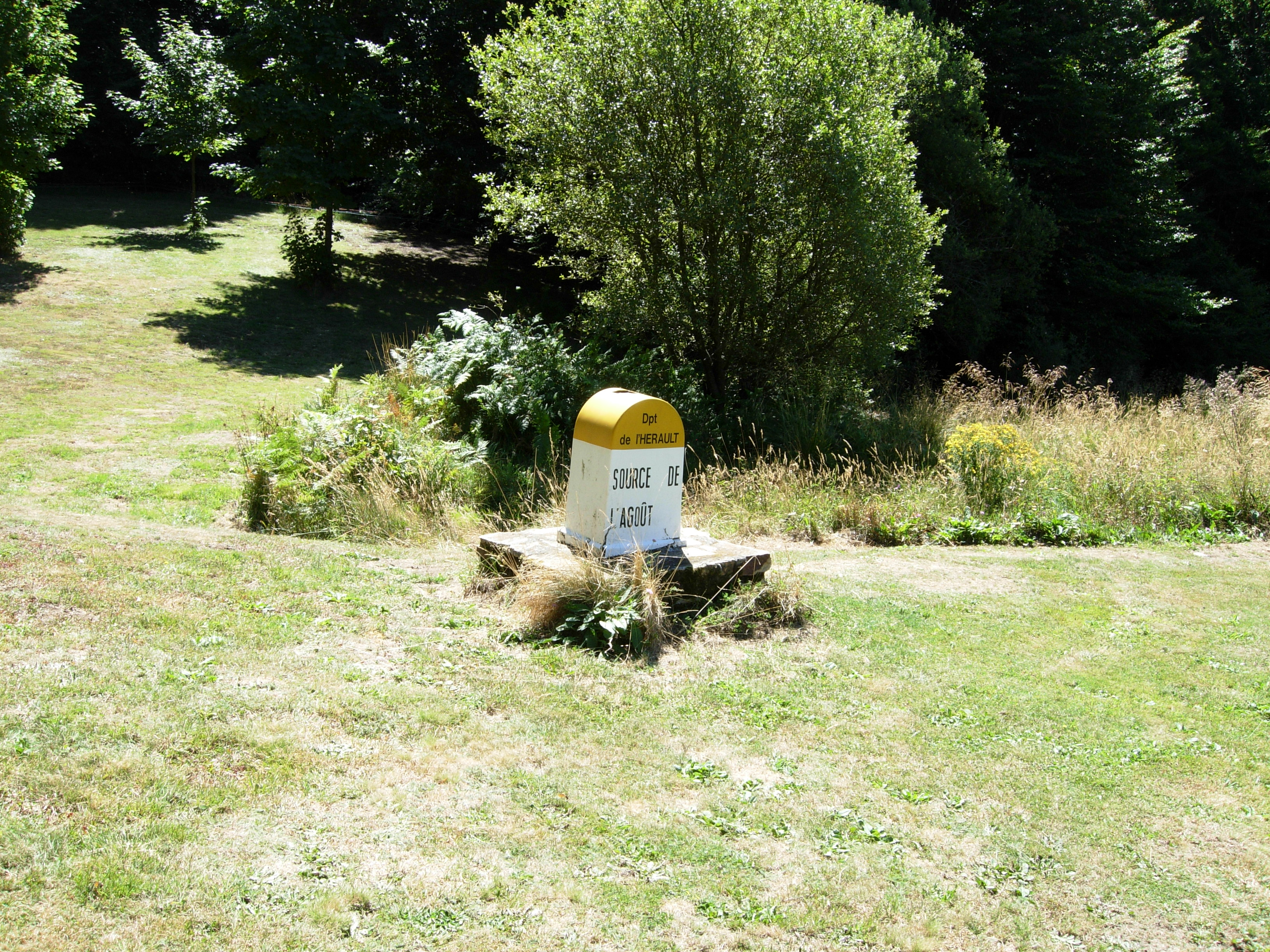
Cambon-et-Salvergues
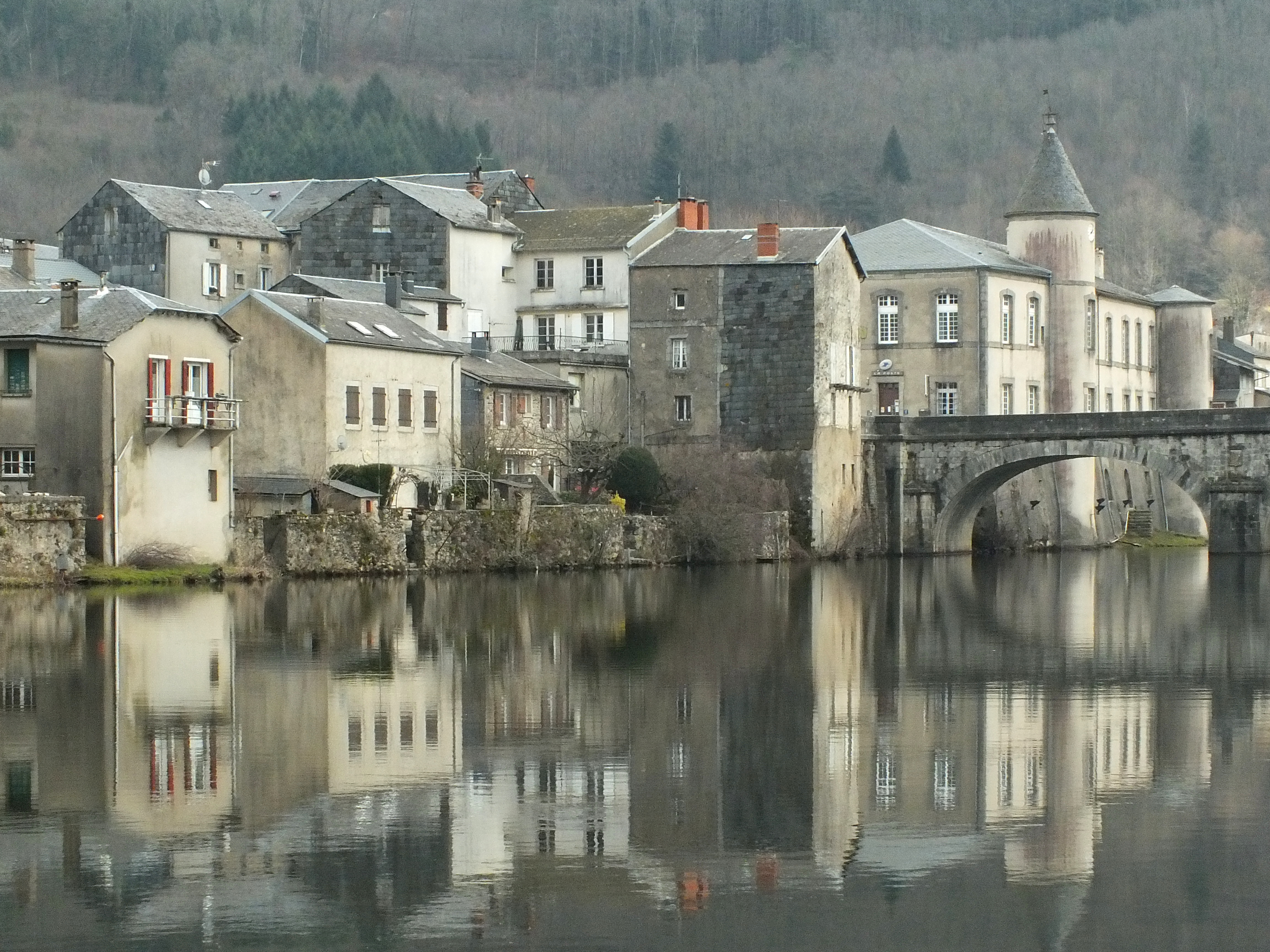
Brassac
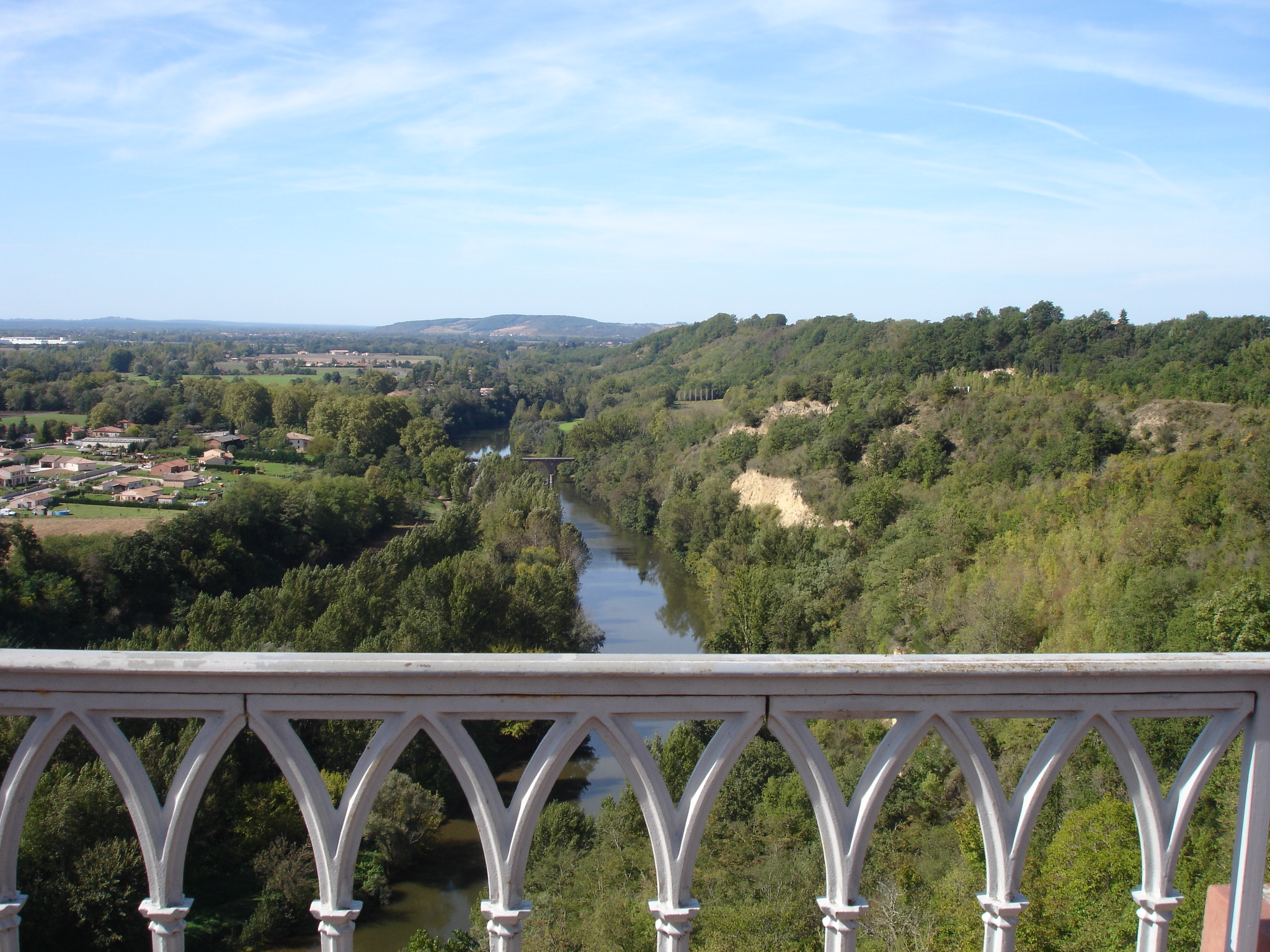
Giroussens
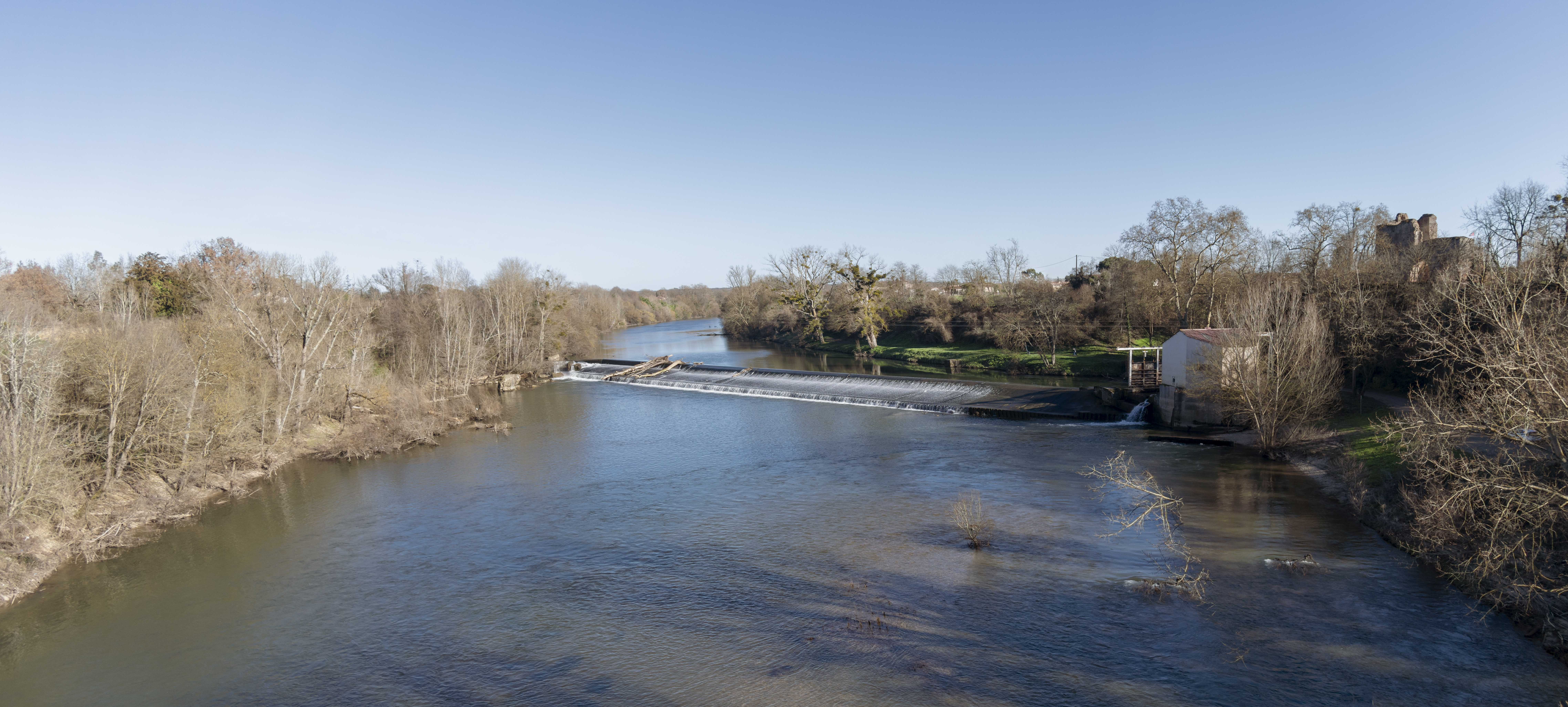
Saint-Sulpice-la-Pointe